# Larisa Genijuš
Larisa Genijuš, beloruska pesnica, pisateljica in aktivistka, * 9. avgust 1910, † 7. april 1983.

## Življenje
Rodila se je 9. avgusta 1910. Imela je veliko bratov in sester. Hodila v poljsko šolo, leta 1928 je uspešno zaključila poljsko gimnazijo v Vavkavisku. Takrat se je seznanila s svetovno literaturo – poljsko, skandinavsko in angleško klasiko. Začela je tudi pisati poezijo. 3. februarja se je poročila s študentom medicine Jankom Genijušem, ki je takrat študiral na Karlovi univerzi v Pragi. Leta 1937 se je po rojstvu sina Jurke pridružila možu v Pragi. Prve pesmi so bile objavljene v berlinskem časopisu Ranica. 
Umrla je leta 1983.